# Brzezice (gromada)
Brzezice – dawna gromada, czyli najmniejsza jednostka podziału terytorialnego Polskiej Rzeczypospolitej Ludowej w latach 1954–1972.
Gromady, z gromadzkimi radami narodowymi (GRN) jako organami władzy najniższego stopnia na wsi, funkcjonowały od reformy reorganizującej administrację wiejską przeprowadzonej jesienią 1954 do momentu ich zniesienia z dniem 1 stycznia 1973, tym samym wypierając organizację gminną w latach 1954–1972.
Gromadę Brzezice z siedzibą GRN w Brzezicach utworzono – jako jedną z 8759 gromad na obszarze Polski – w powiecie lubelskim w woj. lubelskim na mocy uchwały nr 12 WRN w Lublinie z dnia 5 października 1954. W skład jednostki weszły obszary dotychczasowych gromad Brzezice, Brzeziczki i Siedliszczki ze zniesionej gminy Piaski oraz obszar dotychczasowej gromady Struża ze zniesionej gminy Jaszczów w tymże powiecie. Dla gromady ustalono 20 członków gromadzkiej rady narodowej.
1 stycznia 1960 gromadę zniesiono, włączając jej obszar do gromad Piaski (wieś i kol. Brzezice, wieś i kol. Brzeziczki oraz kol. Siedliszczki) i Biskupice (wieś Stróża) w tymże powiecie.